# Жовтнева сільська рада (Устинівський район)
| Жовтнева сільська рада — колишній орган місцевого самоврядування у Устинівському районі Кіровоградської області з адміністративним центром у с. Лебедине. Сільській раді були підпорядковані населені пункти: - с. Лебедине - с. Новокиївка |

## Склад ради
Рада складалася з 12 депутатів та голови.

### Керівний склад ради
| ПІБ                    | Основні відомості                                                 | Дата обрання | Дата звільнення |
| ---------------------- | ----------------------------------------------------------------- | ------------ | --------------- |
| Мардаш Ганна Василівна | Сільський голова, 1956 року народження, освіта, позапартійна      | 26.03.2006   | 31.10.2010      |
| Мардаш Ганна Василівна | Сільський голова, 1956 року народження, освіта вища, позапартійна | 31.10.2010   |                 |

Примітка: таблиця складена за даними джерела

## Населення
Згідно з переписом УРСР 1989 року чисельність наявного населення села становила 601 особа, з яких 294 чоловіки та 307 жінок.
За переписом населення України 2001 року в селі мешкали 582 особи.

### Мова
Розподіл населення за рідною мовою за даними перепису 2001 року:
| Мова       | Відсоток |
| ---------- | -------- |
| українська | 97,77 %  |
| російська  | 2,06 %   |
| молдовська | 0,17 %   |